# メゴチ
メゴチ Suggrundus meerdervoortii（女鯒）は、カサゴ目コチ科に属する魚類。広義のコチの一種で、日本を含む東アジアの温帯・亜熱帯の沿岸域に分布する。食用に漁獲もされている。
ただし、釣り人の間ではスズキ目ネズッポ科のネズミゴチなどを「メゴチ」と呼ぶので注意を要する。

## 特徴
全長は最大25cmほどで、マゴチよりもずっと小型である。雄性先熟の性転換を行うため、大型個体は全てメスとなる。
体は上から押しつぶされたように平たく、頭部は骨板に覆われ、先端に大きな口が上向きに開く。体表はザラザラした鱗がある。体色は腹側が白色、背中側が褐色で、背中側には不定形の小さな黒い斑点が散在する。マゴチ、イネゴチ、ワニゴチなど多くの類似種がいるが、第一背びれの後半部が黒いこと、瞳孔にかかる虹彩の上の皮膜が丸っこいW字型であること、目の下から鰓蓋に伸びる隆起線上に4本以上の棘があることなどで区別できる。
なお、ネズミゴチなどのネズッポ科魚類は体表が粘液に覆われること、口は下向きで小さいこと、頭部の骨板がないこと、鰓蓋に太い棘があることなどが特徴で、同じ「メゴチ」という呼称でも似て非なるものである。
日本では東京湾と新潟県以南、日本以外では東シナ海、黄海、台湾に分布する。
海岸の浅い所から水深100mくらいまでの大陸棚まで、沿岸域の砂泥底に生息する。食性は肉食性で甲殻類、多毛類、小魚などを大きな口で捕食する。産卵期は春で、浮性卵を産卵する。
底引き網などで漁獲される。釣り師には砂浜のシロギスの投げ釣りの外道としておなじみの魚であるが、身は淡白でキスに劣らぬ美味であり唐揚げ、煮付けなどにする。一般に高級魚としては扱われないが、伝統的な江戸前の天ぷら種として東京では珍重される。また、魚肉練り製品の材料にも用いられる。エラに大きな棘があり、素手でつかむと刺される危険があるため釣具店では専用の「メゴチはさみ」という道具が販売されている。
ヒラメ、マゴチの餌として用いられることもある。

## 別名

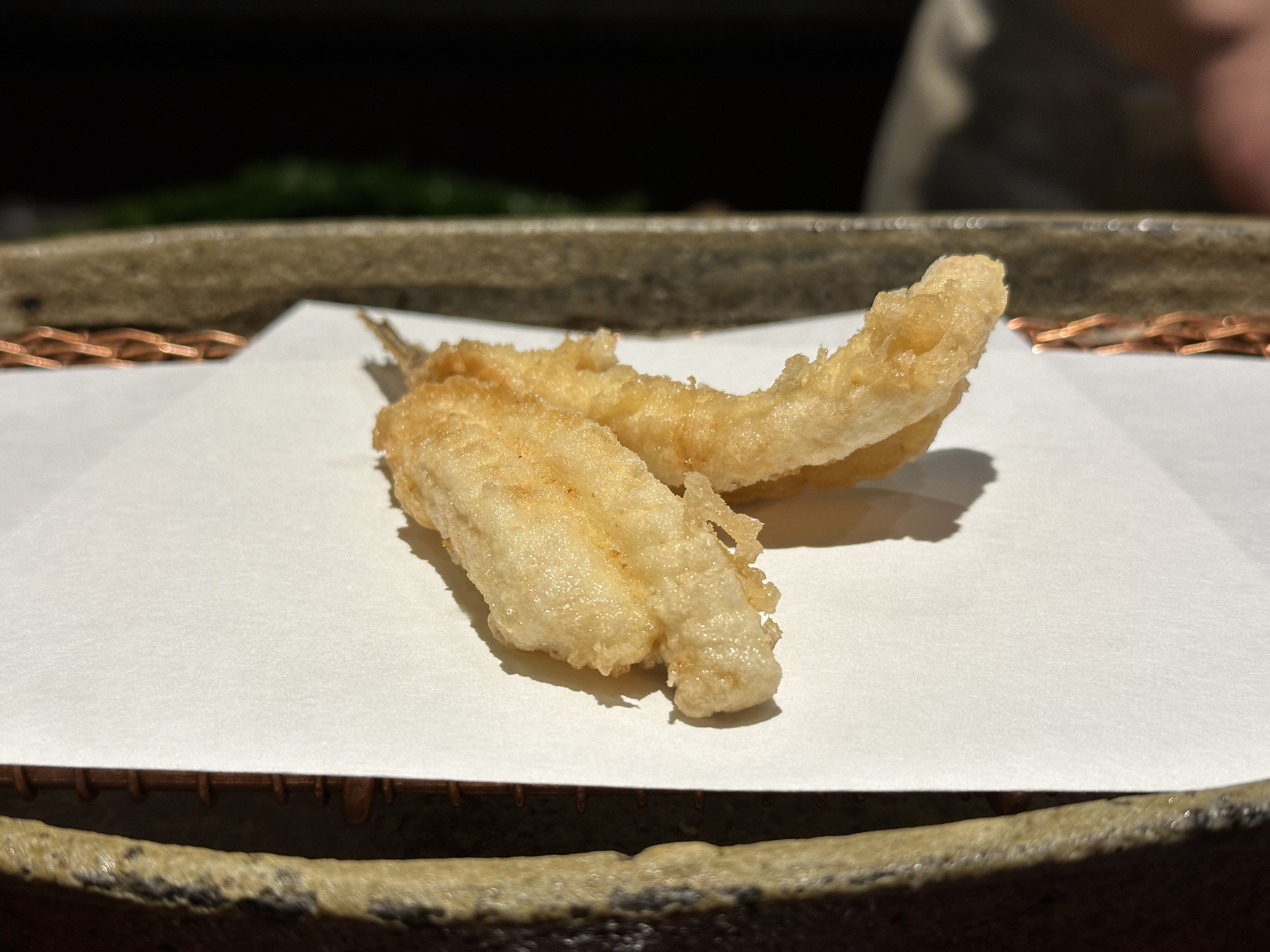
天ぷら

シャレゴチ（大分県）、スゴチ（広島県）、ガッチョ（大阪府泉州地区）など